# Darien (Nowy Jork)
Darien – miasto w Stanach Zjednoczonych, w stanie Nowy Jork, w hrabstwie Genesee.